# Johan Richter (pintor)

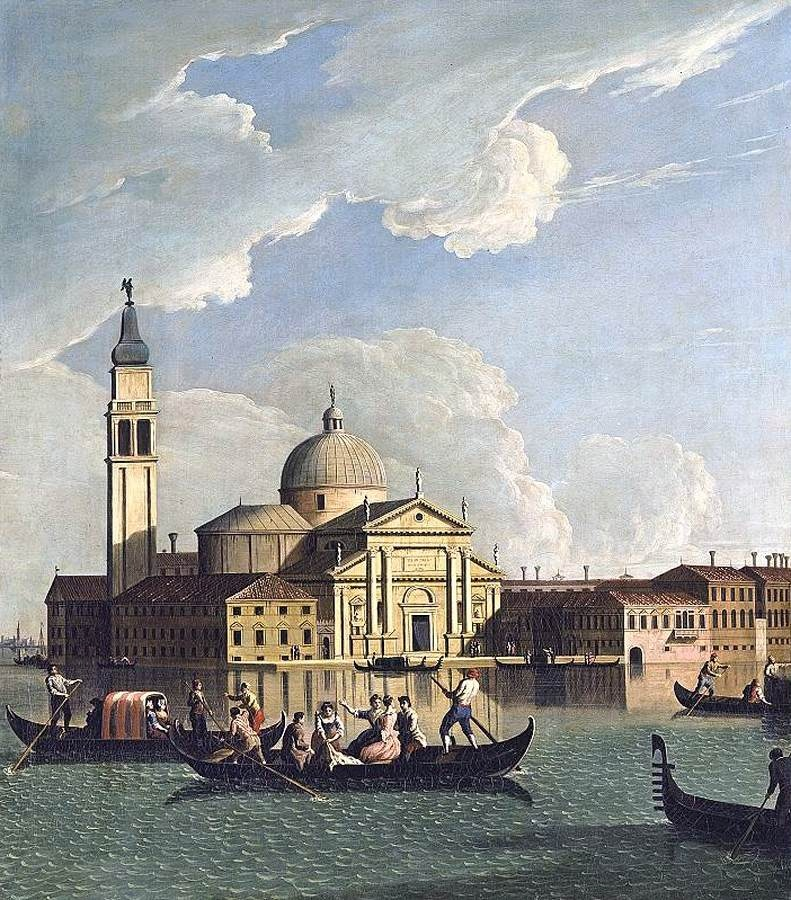
Vista de San Giorgio Maggiore obra de Johan Richter.

Johan Anton Richter, también conocido como Jean Giovanni; Giovanni Richter; Giovanni Jean Richter, (Estocolmo, Suecia, 1665 – Venecia, Italia, 1745), fue un pintor sueco que se dedicó principalmente a los paisajes o "veduta" de Venecia.
Richter nació en Estocolmo, pero la mayor parte de su vida transcurrió en Venecia, donde permaneció en actividad hasta las primeras décadas del siglo XVIII.

Sus trabajos toman escenas de los alrededores de San Marcos, en parte en modo similar a Luca Carlevarijs, que puede ser considerado su maestro, aunque las obras de Ritcher se singularizan por una cierta articulación de elementos arquitectónicos, más allá de la fiel representación del paisaje. Esta articulación o ensamblaje, derivada de la voluntad estética del artista, fue conocida con el nombre de capriccio. Los estudiosos coinciden en que Ritcher fue el primer artista veneciano que incorporó el capriccio de modo regular a sus obras.
Algunos especialistas sostienen que tanto Ritcher como Carlevarijs fueron influencias significativas en la obra de Canaletto.